# Anthidium andinum
Anthidium andinum är en biart som beskrevs av Jörgensen 1912. Anthidium andinum ingår i släktet ullbin, och familjen buksamlarbin. Inga underarter finns listade i Catalogue of Life.